# Пипи Дългото чорапче (роман)
„Пипи Дългото чорапче“ (на шведски: Pippi Långstrump) е роман за деца на шведската писателка Астрид Линдгрен, издаден за първи път през 1945 г. от издателство „Рабен & Сьогрен“ с оригинални илюстрации на Ингрид Ванг Нюман.
Творбата е първата част от поредицата книги за червенокосо и луничаво шведско момиче, носещо необикновеното име Пипи Дългото чорапче. Палавото дете живее самò във Вила Вилекула, заедно със своята домашна маймуна г-н Нилсон и със своя кон. То се сприятелява със своите съседи Томи и Аника, с които изживяват необикновени приключения.
Книгата е преведена на повече от 40 езика и прави Астрид Линдгрен световноизвестна писателка.

## Сюжет
Внимание:  Текстът по-долу разкрива сюжета на произведението (или части от него)!
Пипи Дългото чорапче дълго кръстосва моретата на кораб, чийто капитан е нейният баща Ефраим Дългия чорап. Майка ѝ умира при раждането ѝ и тя винаги казва за нея, че е ангел, който я гледа от небето. След като капитанът изчезва безследно в една силна буря, Пипи решава да напусне борда и да заживее съвсем сама във Вила Вилекула – стара къща, разположена в малко градче. Нейни съседи се оказват добрите и порядъчни деца на нейната възраст Томи и Аника, които веднага са привлечени от интересното момиче, което срещат докато върви по тротоара заднешком. Тя ги поканва у дома си, където им приготвя палачинки. На другия ден те отново посещават новата си приятелка, която им пече курабийки. Разбират, че е голяма палавница и фантазьорка (неща които са ги учили винаги да не одобряват и да избягват), но въпреки това я обикват. Неочаквано на Пипи ѝ хрумва да си играят на нещотърсачи. Докато търсят разни предмети, тримата се натъкват на Виле, който е бит от група хулигани, предвождани от Бенгт. Пипи с нечувана сила разгромява побойниците. Играта на нещотърсачи приключва, когато Томи и Аника намират тефтерче и огърлица, скрити от самата Пипи. Пипи намира разни непотребни на пръв поглед дреболии, които назовава съкровища и им измисля причудливи приложения.
Наскоро е рождения ден на Пипи, която става на 9 години. По повод на това тя устройва празненство, на което раздава на гостите си подаръци. Поканва ги да посетят и нейното „вълшебно дърво“, което уж ражда бутилки с лимонада. 
По-късно ваканцията приключва и скоро на Пипи ѝ става много самотно, защото Томи и Аника по цял ден се губят в училище или си стоят у дома и си пишат домашните. Тя решава също да се запише в училището, обаче още в деня, в който само изпробва как ще се чувства там, то ѝ се оказва съвсем непригодно, нито тя разбира учителката, нито учителката – нея; накрая Пипи се отказва да посещава часовете, а и учителката не я иска там. Момиченцето не се установява и в друго педагогическо заведение, в което искат да го въдворят – местния „детски дом“. Полицаите, пратени да я заведат там, не успяват нито да я убедят, нито да я принудят да тръгне с тях. Така тя остава сама с маймуната и коня си, в голямата къща и би могла да стане жертва на опасните крадци, които се навъртат из околностите на градчето, ако не бе най-силното дете на света. При срещата си с престъпниците тя напълно го доказва, при това – въздържайки се да ги нарани, както и да било. Тя се разделя с тях по приятелски и даже ги удостоява с част от плячката, на която са се надявали – злато, с което разполага в изобилие. 
Междувременно Пипи доста се е прочула сред местните, защото участва в шоуто на гостуващия цирк, демонстрирайки сила, ловкост и акробатични умения. Въпреки заетостта на приятелите си, тя намира и други разни начини да се забавлява – например да се разхожда из магазините и да кара продавачите да се мъчат да ѝ намерят съвсем несъществуващи стоки или купувайки огромни количества бонбони и дребни играчки и после, раздавайки ги на децата от градчето. 
Рядко се среща с Томи и Аника, поне докато те не излизат отново във ваканция, но когато са заедно, се забавляват страхотно. Веднъж Пипи ги отвежда на малък остров, където ги оставя с впечатление, че са „корабокруширали“ и трябва да останат с години. Обаче скоро изчезналата им лодка „се намира“ и пак са у дома. 
Пипи окончателно дава да се разбере що за човек е, когато в училището идва на посещение една богата дама, от която всички деца и техните родители живеят в страх. Изпитът (с „награди“ – плетени дрехи, които им натрапва, след като здравата ги наплашва и стресира, и наказания – които раздава твърде щедро и лесно), който провежда, е най-мъчителното преживяване за тях, особено за онези, които не удовлетворяват дамата с отговорите си. По изключение, Пипи този ден решава да се яви в училището – тя се чувства не по-малко подготвена от другите деца, въпреки че е в общи линии съвсем малограмотна (все пак донякъде знае да чете и пише, но почти не може да брои и смята, а и от споделеното от Томи и Аника малко е запомнила, но е пътувала много и затова – според нея – премного и научила). Отговорите и поведението ѝ на изпита (а особено след него, когато си устройва собствен изпит с награди, но истински, според децата, и без всякакви наказания) са такива, че богаташката си тръгва този път, с намерението никога повече да не се връща, докато това дете продължава да се мотае из града. 
В края на книгата Пипи отново празнува рожден ден (10-ия си) и си прави магия за непорастване. Тя иска да остане вечно във Вила Вилекула с приятелите си, които също можели да не пораснат, ако се подложат на магията и заедно с нея да си останат завинаги деца. Но не става така, защото междувременно в града се появява изчезналият ѝ баща, Ефраим Дългия чорап, който е дошъл да я вземе със себе си на един далечен остров, наречен Корекоредут, на който е обявен за крал от местните жители. Отначало Пипи смята да замине веднага и устройва прощално празненство, но на него решава да остане, неспособна да се раздели с приятелите си, и корабът отплува без нея. По-късно – всъщност малко след рождения ѝ ден – моряците се завръщат, този път с настояване да тръгне с тях и Пипи се съгласява, но преди това убеждава семейство Сетерген да ѝ повери децата си и Томи и Аника отпътуват заедно с нея. Приключенията им продължават в следващите книги от поредицата.

## Персонажи
- Пипи Дългото чорапче – главен персонаж в историята. Деветгодишно (в началото на книгата тя е на 8 години и тъкмо навършва 9, а в края празнува десетия си рожден ден) момиче с луничаво лице и коса с цвят на морков, сплетена на две стърчащи плитки. Пълното ѝ име е Пипилота Виктуалия Транспаранта Ментолка Ефраимова Дългото чорапче.
- Томи – възпитано и добродушно момче, съсед на Пипи. Негова сестра е Аника.
- Аника – кротко момиче, сестра на Томи. Също живее в съседство с Пипи.
- техните родители – които с радост оставят децата с най-силното момиче на света, макар че понякога доста съжаляват за това.
- Ефраим Дългия чорап – баща на Пипи Дългото чораче. Морски капитан, – също извънредно силен човек, – който претърпява корабокрушение и е изхвърлен на екзотичен остров, където става крал на местното племе; също така – група негови моряци.
- Бенгт – момче, славещо се като побойник. Виле – момче, често бито от бандата на Бенгт.
- едно момиче, с което Пипи влиза в пререкание – то я обвинява, че е с твърде развинтено въображение и лъжкиня, а тя му отговаря с още по щури измислици.
- двама крадци – престъпници, съблазнени от сандъка със златни монети на Пипи, с които тя впоследствие се сприятелява.
- трупа циркови артисти – Пипи участва в представлението им, въпреки възраженията им, изумява публиката и си спечелва всеобща известност.
- двама полицаи – те искат да отведат Пипи в сиропиталище, което наричат „детски дом“, но тя отказва с довода, че вече живее в такъв и се чувства съвсем добре; след известна гонитба из Вила Вилекула, в градината ѝ и по покрива ѝ, те се отказват и получават от Пипи награда за отзивчивостта и пъргавината си.
- магазинери – с които Пипи не се спогажда много, след като така и не намират търсения и измислен от нея самата артикул „спунк“, но все пак им става любимка, след като се оказва особено щедра и разхитителна клиентка.
- учителката на Томи и Аника – която Пипи много ядосва със своенравните си прояви, в единствения ден, в който ѝ е ученичка.
- местна богата дама – със склонност към раздаване на подаяния и на „справедливост“, по повод на което измъчва децата от местното училище със своя ежегоден изпит; Пипи се включва в изпита, и то така че на „благотворителката“ съвсем ѝ се отщява да го прави пак. После Пипи урежда собствен изпит, с който „възстановява справедливостта“, според собствените си критерии.
- един бик – с който Пипи влиза в схватка, докато тримата приятели са „корабокруширали“ на малък речен остров.
- маймуната Господин Нилсон – дребна и дългоопашата, подвижна, но и послушна.
- конят на Пипи – добре дресиран, той живее на верандата ѝ.

## Идея и създаване
През зимата на 1941 г. настиналата дъщеря на Астрид Линдгрен – Карин моли своята майка да ѝ разкаже приказка за „Пипи Дългото чорапче“. Самата Карин на знае от къде ѝ е хрумнало това име. На 21 май 1944 г. малкото момиче получава за своя рожден ден от майка си първия ръкописен разказ за Пипи.  Въпреки случайно зададеното заглавие, самата книга не е случайно творение, а плод на определен замисъл – противопоставяне на обичайните за това време и масово разпространявани, издържани в дух на крайности, назидателни повести за деца, в които главните герои са отличаващи се с особено послушание и винаги съгласни с възрастните деца, възприемчиви към техните поучения и награждавани за това или съвсем злонравни или „лоши“, които си патят заради това. В нея всичко е наобратно. Неблаговъзпитаната, непоносима и непоправима, според тогавашните разбирания, Пипи повлиява положително (но съвсем не точно в духа на тези писания) на приятелите си и на жителите на града. В тях би било обратното – те биха ѝ повлияли и биха я направили „примерна“ и сами биха се „усъвършенствали“, дори и ако е в неин ущърб. Същата година Линдгрен изпраща целия ръкопис на романа на издателство „Bonnier“, но те връщат написаното на писателката. Тогава тя опитва с друго – „Рабен & Сьогрен“, което приема да издаде книгата. Първата част от поредицата за измисленото червенокосо дете излиза през ноември 1945 г.

## Обвинение в расизъм
Част от съдържанието е окачествявано като проява на расизъм, във връзка с използването на думата „негри“(съответно – „негърски“) – определение, което Пипи дава на жителите на острова, на който предполага, че се е озовал баща ѝ след корабокрушението си. Впоследствие тя се оказва права – наистина той попада на някакъв остров в „Южните морета“, чиито обитатели, според собствените му думи (в нецензурираната версия) отначало смятали да го сготвят (тъй като, докато не ги отучил от това, те били канибали), но размислили и го обявили за свой крал. От илюстрациите (на И. В. Нюман) е видно, че островитяните, на които Ефраим Дългият чорап е станал владетел, най-вероятно са меланезийци. 
Създават се и тълкования, според които шегите на Пипи с разни други народи, като индийци и бразилци не са невинни.
До смъртта си Астрид Линдгрен се съпротивлява на промените в книгите си. За самата нея, те не са пропити изобщо от дух на расизъм. По въобще положителното и уважително към чернокожите и към расите, различни от бялата и към нации, различни от шведската, отношение на героите им и на авторовия текст, те значително се отличават, както от текущия обществен живот, така и от много други масови тогава и популярни и по-късно произведения на изкуството и отразяват по-скоро една позиция на съпротива срещу расизма, шовинизма, колониализма и национализма. Писателката умира през 2002 г. и издателските права върху „Пипи Дългото чорапче“ се прехвърлят на дъщеря ѝ Карин Нимън и други членове на семейството. Нимън твърди, че дотогава „живеела в друг свят и не е съзнавала, че тази дума наранява хората“. През 2015 г., когато се навършват 70 години от появата на Пипи Дългото чорапче, излиза юбилейно издание на книгата, в което бащата на Пипи е посочен само като „крал на Южните морета“. Редактираната творба се появява на книжния пазар в Швеция през месец април. Преди това Ниман заявява:
| „ | Решихме да заменим старата дума, защото обижда. Авторката на „Пипи дългото чорапче“ не би приела и едно дете да бъде обидено. | “ |

Сериалът по поредицата книги за деца също е бил подложен на цензура. През есента на 2014 г. Шведската обществена телевизия премахва кадрите, в които Пипи нарича баща си „крал на негрите“ и тези, в които си дърпа очите, за да си „играе на китайци“.

## На български
„Пипи Дългото чорапче“ на български език е издадена през 1968, с преводач Вера Ганчева, илюстрации Ингрид Ванг Нюман издателство Народна младеж.